# Sigrid Neiiendam
Sigrid Marie Elisabet Neiiendam, född Andersen den 31 maj 1873 nära Horsens, död den 25 januari 1955, var en dansk skådespelerska, gift (sedan 1907) med Robert Neiiendam.
Sigrid Neiiendam var anställd vid kungliga teatern i Köpenhamn 1891–1896, Folketeatret 1900–1911 och tillhörde därefter ånyo kungliga teatern, där hon bland annat i Holbergsroller visade ett frodigt och varmt temperament.